# Skin N' Bones
Gli Skin N' Bones furono un gruppo sleaze metal formato a Baltimora, Maryland nel 1989 e scioltosi tre anni più tardi.

## Storia
Grazie al successo dei Kix, la band di Baltimora portò all'attenzione diverse major. I The Vamps erano formati dal chitarrista Jimi K Bones e dal cantante Johnny Vamp (Johnny Vance), il bassista Steve Mach. Il gruppo presto accantonò le reinterpretazioni new wave per orientarsi pienamente sulla crescente scena glam. Prendendo ispirazione da gruppi come Hanoi Rocks, The Raspberries e Ramones, The Vamps fecero presto strada nel circuito di Baltimora. Dai tardi anni ottanta il gruppo partì per ricollocarsi a New York, cambiando nome in Skin N' Bones. Durante questo periodo entrò a far parte della band il secondo chitarrista Pete Pagan, ex membro dei The Throbs. Dal 1990, assoldarono il batterista Gregg Gerson, musicista con alle spalle già diverse esperienze con artisti come Adam Bomb, Billy Idol, Steve Jones, Atomic Playboys, Wayne Kramer, e ottennero presto un contratto discografico. Ma come le altre band della scena, gli Skin N' Bones rimasero vittime dal cambio di direzioni musicali, ed il loro debut album Not A Pretty Sight, prodotto da Andy Taylor dei Duran Duran, passò inosservato. Il gruppo realizzò anche una aduiocassetta autoprodotta nel 1992 intitolata Madhouse prima di sciolgiersi definitivamente.
Nel 1992 Jimi K. Bones entrò nei Kix a sostituzione di Brian Forsythe. Quest'ultimo però torno presto nella formazione.
Il debutto e quest'ultima cassetta verranno poi racchiusi in un unico disco intitolato Speak Easy nel 2003 per la Metal Mayhem Records.

## Lineup
- Johnny Vamp – voce, armonica
- Jimi K. Bones – chitarra
- Steve Mach – basso
- Gregg Gerson – batteria

## Discografia

### Album in studio
- 1990 Not A Pretty Sight

### Raccolte
- 2003 Speak Easy